# Clara Asunción García
Clara Asunción García (Elche, 1968) es una escritora española. Sus obras abarcan un amplio abanico de géneros, entre los que se encuentran la intriga romántica, el drama intimista, el erotismo o la novela negra. 
Ha escrito relatos, microrrelatos y novelas, en los que prima el protagonismo de las relaciones entre mujeres, con la homosexualidad femenina como tema central de sus obras, algunas de las cuales fueron recomendadas en diversos medios de comunicación y reseñadas en webs especializadas. Entre sus novelas, destacan la serie policíaca protagonizada por la detective Catherine S. Maynes. Este personaje, según la historiadora de la literatura Inmaculada Pertusa, supuso una renovación de la novela policíaca lésbica en España, ya que aparte de los elementos propios de la novela negra, muestra otros de las románticas y las eróticas, hasta el punto de mostrar explícitamente escenas eróticas lésbicas de su protagonista. Su antología Y abrazarte fue finalista en 2017 de los Premios Guillermo de Baskerville, de Libros Prohibidos.
Según Teresa Fernández-Ulloa, Clara Asunción García conforma (junto a las escritoras Isabel Franc y Susana Hernández) una generación de escritoras influidas por la literatura de Jean M. Redmann, pioneras en desarrollar el tema del lesbianismo en el mundo criminal, en el caso de García con un marcado tono erótico.
Ha participado en actos de defensa de los derechos de las personas LGTB: dando charlas en actos del Orgullo; o participando en la Feria del Libro LGTBQ de Chueca. Escribe artículos para webs especializadas en temática lésbica, como Hay una lesbiana en mi sopa.

### Relatos y antologías
- Beizana Vigo, Miriam; Catalá, Marta; Col, Valerie; Dutie, Thais; Egea, Vanessa; Asunción García, Clara; Grey, Eley; Hav, Erika; Irún, A.M.; Martínez, Mila; Mars, Emma (3 de diciembre de 2016).  HULEMS, ed. Cada día me gustas más. Createspace Independent Pub. ISBN 978-1540804501.
- Antología Y abrazarte. Amazon. 2016. Finalista en los PGB de Libros Prohibidos 2017.[6]
- Relato ¿Te lo puedes creer?, en la antología Donde no puedas amar, no te demores, Editorial Egales (España). 2016, junto a las autoras Yolanda Arroyo Pizarro, Mª Ángeles Cabré, María Castrejón, Isabel Franc, Josa Fructuoso, Emma Mars, Mila Martínez, Thais Morales, Carme Pollina, María Pía Poveda y Paloma Ruiz.
- Relato #Marimaryeva en la antología Ábreme con cuidado. Editorial Dos Bigotes (España). 2015, junto a las autoras Isabel Franc, Carmen Samit, Gloria Fortún, Pilar Bellver, Lola Robles, Carmen Nestares, Carmen Cuenca y Gloria Bosch Maza. Relato escrito en homenaje a la novela Carol, de Patricia Highsmith.
- Antología Sexo, alcohol paracetamol y una imbécil (serie Cate Maynes). Amazon. 2015.
- Relato Un perro llamado Úrsula (serie Cate Maynes) en el libro colectivo Fundido en negro: antología de relatos del mejor calibre criminal femenino. Alrevés Editorial (España). 2014, junto a las autoras Maria Antònia Oliver, Alicia Giménez Bartlett, Rosa Ribas, Isabel Franc, Susana Hernández, Cristina Fallarás, Berna González Harbour y Carolina Solé. Edición revisada en 2017.
- Relato El camino de su piel (versión corta. Serie Cate Maynes). Ámbitos Feministas, Vol. 2. Western Kentucky University, Kentucky (EE.UU.). 2012. Traducido al francés (Le chemin de sa peau, en el libro colectivo Lectures d’Espagne 3. Auteurs espagnols du XXI Siècle (pág. 375). Lectures d’aillers, Université de Poitiers. 2015). En 2015 se publicó en Amazon una versión extendida del relato.

### Novelas
- Novela La perfección del silencio, Editorial Egales (España). 2013.
- Novela Tras la coraza, Editorial Egales (España). 2016.
- Novela: Elisa frente al mar, Amazon. 2013. Traducida al francés (Face à la mer. Éditions dans l'Engrenage. 2015) y al inglés (Elisa facing the sea. Amazon 2016).
- Serie de Cate Maynes:
  - Novela El primer caso de Cate Maynes, Editorial Egales (España). 2011.
  - Novela Los hilos del destino, Editorial Egales (España). 2014.
  - Novela Sexo, alcohol, paracetamol y una imbécil, Editorial Egales (España). 2016.